# Хуни
Вижте пояснителната страница за други значения на Хуни.
Хуните са група номадски племена, появили се в Европа през IV век. В средата на V век, под водачеството на Атила, те създават голяма държава, чиито армии достигат до Галия и Италия. Според някои автори част от тези племена са и прабългарите.
Прокопий Кесарийски (VІ век) твърди, че утигурите заедно с кутригурите са създателите на хунския съюз, който в края на V век (според Йорданес и според Приск) владее територии от Кавказ до Рейн.
В по-общ смисъл хуни се използва за всички конни номадски и полуномадски народи, обитавали източна Европа и централна Азия от края на I век до средата на 5 век. Връзката между тези групи не е точно установена.

## Произход
Произходът на хуните е предмет на дискусии от 18 век, когато Жозеф дьо Лин ги идентифицира с народността хунну от китайските хроники. Тази теория, широко разпространена в историографията, се базира на непреки данни от лингвистиката, китайски писмени източници, както и някои археологически сведения,но не могат да се приемат за достоверни,защото се разминават по дати и местообитание.
Според нея, след поражението на хунну от китайската династия Хан в края на 1 век и последвалата експанзия от изток на сянбите през 155 г., част от хунну, „силните хунну“, мигрират на запад към степите на днешен Северен и Западен Казахстан, като в края на 2 век се установяват около Волга. За историята е фиксиран само един преход на хунну в 155 – 158 г. до Волго-уралското междуречие, за което съобщава античният географ Дионисий Периегет. Но най-често хуните са наричани „скити“,така византийците наричат всеки народ идващ от Скития, прабългарите също са били наричани скити от византийците.
За двата века между 2 и 4 от появяването им до инвазията им няма сведения, което поставя връзката между двете етнически групи под въпрос. Съществува хипотеза за смесването на преселници от хунну с местните угорски и ирански народи, (смесват се в степта с изгонените от готския крал Филимер скити, голямата част степни сармати влезли в армията на хунну), в резултат на което се образува новият хунски етнос, но и тя се основава само на косвени данни. Европейските хуни практикуват изкуствена черепна деформация. Изкуствената черепна деформация от кръгов тип е използвана за да се проследи, че хуните започват своята миграция от Северен Китай, минават през средно-Азиатските степи (Казахстан) и накрая преминават в южно-руските степи. Римските историци Темистий, Клавдиан и Прокопий Кесарийски наричат хуните масагети.
Съвременните изследвания показват, че много от големите степни племенни съюзи не са расово еднородни. Освен това е възможно някои племена да са се обявявали за хуни, заради престижа и славата на името, или то да им е приписвано от чужденците, поради техния начин на живот, предполагаемо място на произход или репутация. Модерните интерпретации отхвърлят старите расовите теории и такива за определена етническа принадлежност в полза на „историческите реалности в обширните, разноезични степни империи, населявани от множество народи“. Генетични тестове на древна мтДНК от хунски некропол в Бавария, Германия, говорят за хора от смесен (западно евроазийски и източноазиатски) антропологичен тип и генетичен произход. Генетичен анализ на скелет в хунски некропол в Унгария, разкрива централноазиатски хаплогрупи, които почти не се срещат днес в Европа.
Хунският език е изчезнал език, като е възможно частична връзка с него да има съвременния чувашки език, представител на т.нар. огурска подгрупа в групата на тюркските езици. Езиците от тази подгрупа се различават значително от останалите тюркски езици. В тази връзка някои изследователи смятат, че огурските езици са били по-близки до монголските езици, отколкото до тюркските. Самата огурска подгрупа се състои от мъртви езици, освен чувашкия, което я прави като цяло, доста хипотетична.

## История

### Поява на хуните в Европа
През 2 век Дионисий Периегет говори за народ, живеещ до Каспийско море, който може би са хуните. По същото време Птолемей споменава „Chuni“ като едно от „сарматските“ племена, но отново не е сигурно дали става дума за хуните. Арменският историк от 5 век Мойсей Хоренски описва Hunni като съседи на сарматите, които между 194 и 214 превземат град Балк.
Първите сигурни сведения за хуните са от средата на 4 век, когато те са по долното течение на река Волга. Според някои източници, през 361 те са поканени от римляните да се заселят в Панония. Около 372 хуните се придвижват на запад и разгромяват аланите северно от Кавказ, остготите между Дон и Днестър и вестготите западно от тях. Съюзници са им мокшаните (единственото угорско племе участвало в хунския съюз) и боспорците. Мокшаните са били зависими от аланите, а боспорците са били зависими от готите. Между 400 и 410 хуните преминават Карпатите и навлизат в Панония.
С редица технически и организационни нововъведения (конни стрелци, използващи стремена и хунски лъкове; многобройни коне, използвани в бой и за придвижване; тактическа мобилност), непознати по това време в Европа, хуните установяват военно надмощие, както над германските племена, така и над разделената на две части Римска империя. Те предизвикват безпрецедентен страх в по-голямата част от континента, който е отразен и във фолклора на сравнително отдалечени народи, като скандинавците (вж. други). Запазило се е писмо на блажени Иероним от 395 г. към Оцеон, където той съобщава, че целият Изток трепери в очакване на нашествие на хуните. Хуните вече обсаждали Антиохия и се носел слух, че имат намерение да нападнат Иерусалим, за да търсят там съкровища. Появата на хуните в Югоизточна Европа е една от вероятните причини за масовото преселване на германски племена на запад от Рейн през декември 406 и миграцията на англите в Британия.

### Хунската империя
След преминаването на Карпатите, хуните подчиняват местните германски племена. Те изграждат система за управление на подчинените народи (алани, гепиди, руги, славяни, остготи, лангобарди, херули), като специални служители имат задачата да контролират събирането на данъците в отделните области.
В началото на 430-те хуните са управлявани от владетея Руа, който през 434 е наследен от племенниците си Бледа и Атила. Двамата управляват съвместно до смъртта на Бледа през 445, а след това Атила е самостоятелен водач на хуните, които достигат върха на могъществото си през този период.
Атила установява дипломатически отношения с Източната Римска империя, като първоначално двете държави сключват мирен договор. През 439 договорът е нарушен от византийска страна и започва война, която продължава до 443, когато Атила достига до стените на Константинопол и е сключено ново споразумение. През 447 той отново напада Империята, която е принудена да направи нови отстъпки на хуните.
През 451 Атила предприема поход на запад, стремейки се да разшири влиянието си в Западна Европа, но е спрян от съюзените армии на римляни, вестготи, бургунди и франки в битката при Шалон. На следващата година той опустошава Северна Италия, като император Валентиниан III е принуден да изостави столицата си Равена. Атила се оттегля в Панония и умира през 453 при спорни обстоятелства, докато подговя нов поход към Константинопол.

### Разпадане на хунската държава
След смъртта на Атила, хунската държава се разпада, като подчинените племена се отделят и съюзяват срещу хуните. Синовете на Атила Денгизик и Ернак влизат в конфликт с посочения за наследник техен брат Елак и, разделени, са разгромени в битката при Недао през 454 от обединените войски на остготи, гепиди и херули. След тези събития основната част от хуните се изтегля от Централна Европа в Боспор и Черноморските степи, които през този период стават известни като родина на прабългарите.

## Други
- Споменът за нашествието на хуните е запазен в древния германски фолклор: Ецел в Песен за Нибелунгите и Атли в сагата Волсунга използват Атила за свой прототип.
- От името на хуните произлиза и наименованието на Унгария.
- По време на Първата световна война англичаните използват „хуни“ като обидно наименование на германците.
- През 2005 група от около 2500 унгарци, претендиращи, че са преки наследници на Атила, правят неуспешен опит да бъдат признати от правителството за хунско етническо малцинство